# 갈산 메틸
갈산 메틸(영어: methyl gallate)는 페놀 화합물이다. 메틸 갈레이트라고도 한다. 갈산 메틸은 갈산의 메틸 에스터이다.

## 자연적인 생성
갈산 메틸은 테르미날리아 미리오카르파(Terminalia myriocarpa), 베르게니아 실리아타(Bergenia ciliata) 및 게라니움 니베움(Geranium niveum)에서 발견된다.
갈산 메틸은 패오니아 아노말라(Paeonia anomala)의 열매 추출물에서 발견된다.
갈산 메틸은 또한 포도주에서도 발견된다.

## 같이 보기
- 포도주의 페놀 성분
- 트라이하이드록시벤조산